# Slag bij Minorca

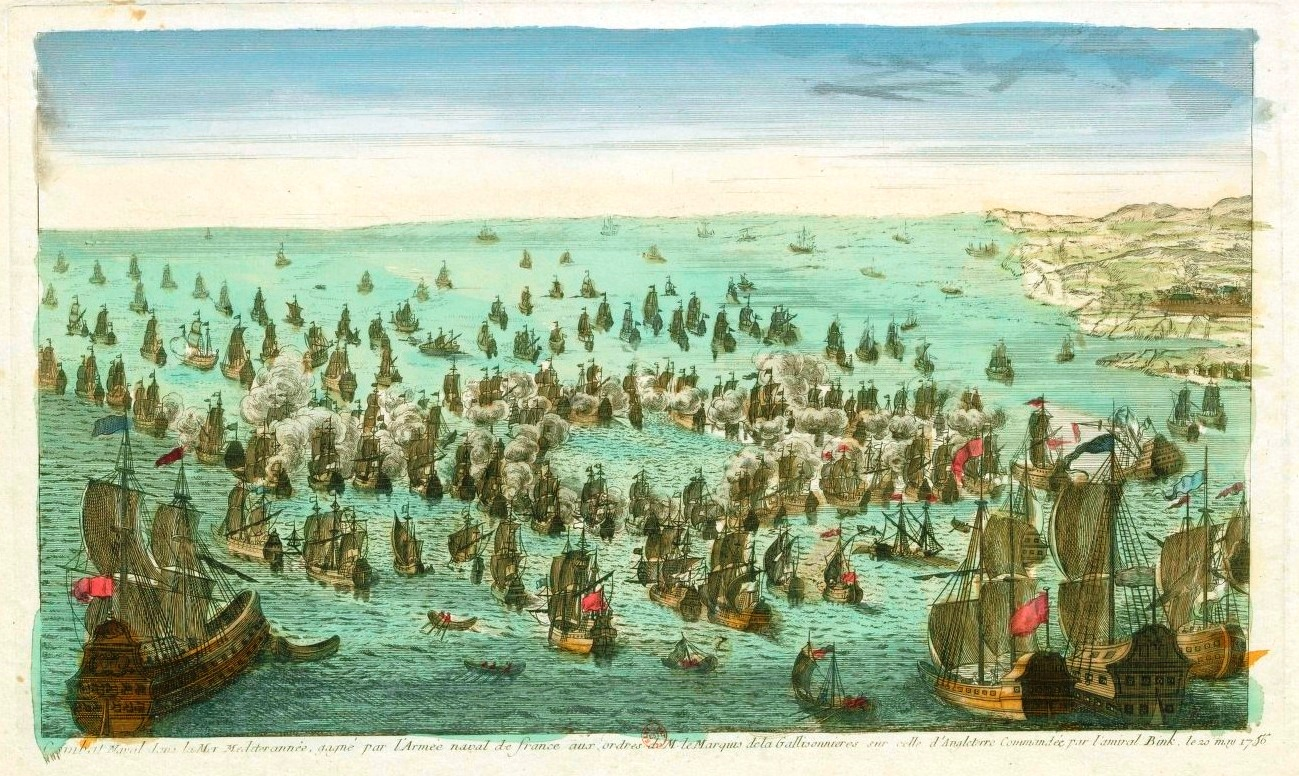
Zeeslag van 1756 bij Minorca

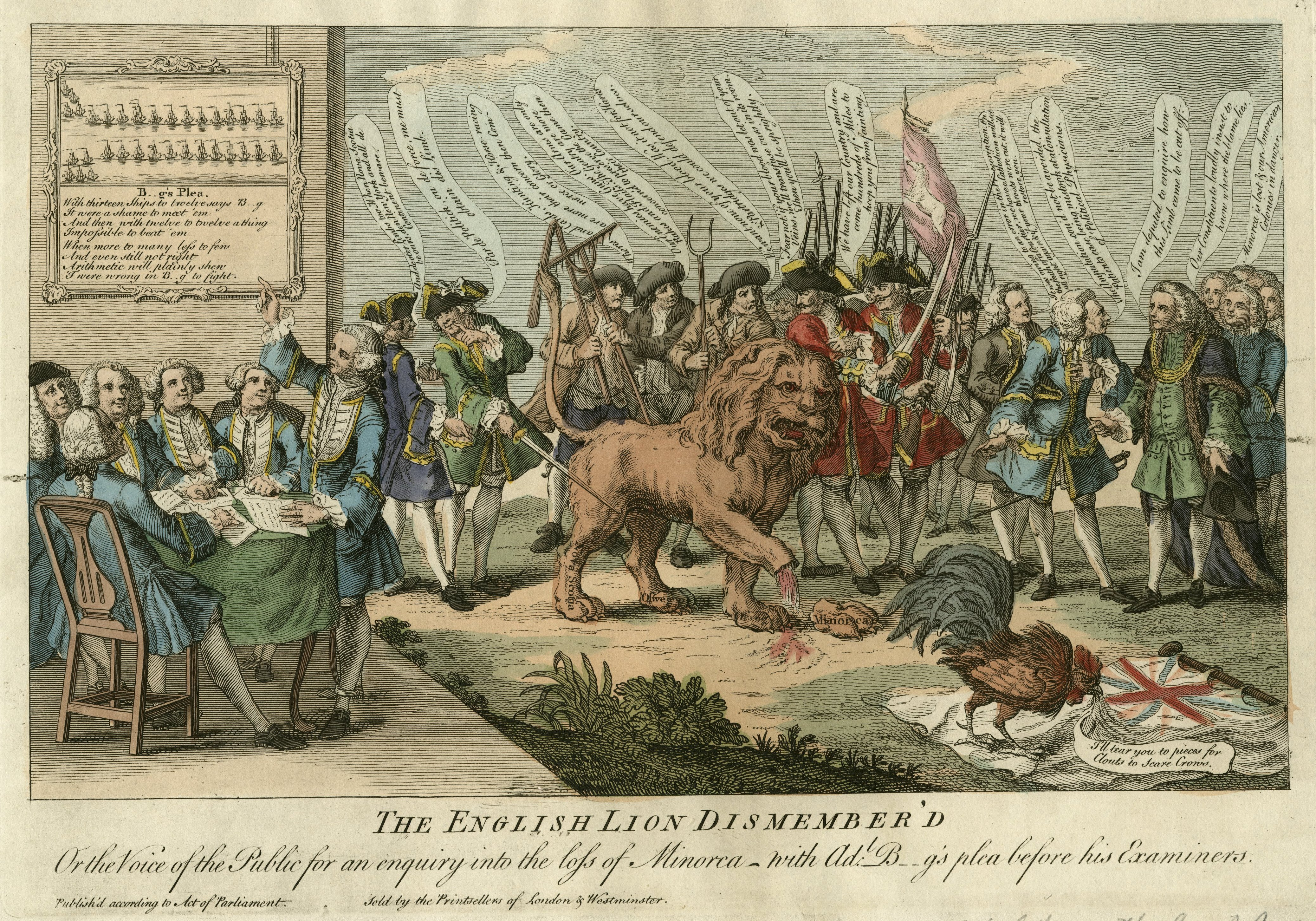
Spotprent toont hoe de Britse leeuw een poot verliest: Minorca.

De Slag bij Minorca (20 mei 1756) was een zeeslag tussen de Franse en Britse vloot. Het was het eerste strijdtoneel van de Zevenjarige Oorlog. Britse en Franse eskaders troffen elkaar bij het mediterrane eiland Menorca (oude naam: Minorca). Menorca werd door de Britten bestuurd. De Fransen wonnen de strijd. De Fransen onder leiding van Roland-Michel Barrin markies de La Galissonnière, vielen binnen in het weinig verdedigde Ciutadella. De Engelsen in Fort St. Philip nabij Mahon capituleerden. De daaropvolgende beslissing van de Britten om zich terug te trekken naar Gibraltar bezorgde Frankrijk een strategische overwinning en leidde rechtstreeks tot de val van Minorca.
Het Britse verlies van Minorca leidde tot de omstreden krijgsraad en executie van de Britse commandant admiraal John Byng, omdat hij zich niet tot het uiterste zou hebben ingespannen om het Britse garnizoen op Minorca te ontzetten.